# Col de la Colle-Saint-Michel
Der Col de la Colle-Saint-Michel ist ein 1431 m hoher Pass in den französischen Seealpen im Département Alpes-de-Haute-Provence. Die Passhöhe liegt in der ihm den Namen gebenden Ortschaft Colle-Saint-Michel.
Die Nordauffahrt beginnt im Tal des Verdon etwas südlich von Thorame-Haute bei einer Höhe von circa 1100 m. Öfter im Wald führt sie mit meist gleichmäßiger Steigung zur unbewaldeten Passhöhe im Ort. Auf der Südseite zweigt die RD 908 von der N 202 ab und verläuft im Tal der Vaïre durch die Orte Annot und Le Fugeret. Nach Querung des Flusses steigt die Straße am Westhang an und bietet oft freien Blick auf die dort tief eingeschnittene Talsohle. Der letzte Teil der Strecke führt meist durch Wald bis zum Pass.
Die südliche Anfahrt wird im unteren Teil durch die Bahnstrecke von 
Nizza nach Digne-les-Bains begleitet. Diese bleibt im höhergelegenen Teil des Tales etwa auf gleicher Höhe mit der Vaïre, bevor sie durch den Tunnel de la Colle-Saint-Michel, der fast direkt unter der Passhöhe verläuft, das Tal des Verdon erreicht.